# Manuel Vidrio Solís
Manuel Vidrio Solís és un exfutbolista mexicà, nascut a Teocuitatlán el 23 d'agost de 1972. Com a futbolista, jugava de defensa.

## Clubs
Ha estat jugador dels clubs Chivas, Toluca, UAG, Pachuca, CA Osasuna i Veracruz. Després de la seua retirada, va ser director tècnic del Pachuca. El 2009 s'incorpora al cos tècnic de la selecció mexicana.

## Internacional
Vidrio va ser internacional amb la selecció mexicana en 37 ocasions, tot marcant un gol, entre 1993 i 2002. Amb la selecció asteca va participar en la Copa Amèrica de 1995 i 2001, així com al Mundial de Corea i Japó, celebrat el 2002. A més a més, va estar present als Jocs Olímpics de Barcelona 92.